# Neo-ui moksoriga deullyeo
Neo-ui moksoriga deullyeo (hangeul: 너의 목소리가 들려, lett. Posso sentire la tua voce; titolo internazionale I Can Hear Your Voice) è una serie televisiva sudcoreana trasmessa su SBS dal 5 giugno al 1º agosto 2013.

## Trama
Dopo aver superato la povertà e un'infanzia difficile, Jang Hye-sung diventa un'avvocatessa d'ufficio. La sua vita cambia quando incontra Park Soo-ha, uno studente di liceo con la capacità soprannaturale di leggere i pensieri delle persone guardandole negli occhi, e il poliziotto diventato avvocato Cha Gwan-woo, allegro e idealista, anche se un po' idiota. Soo-ha ha ottenuto la capacità di leggere la mente dopo aver assistito all'omicidio di suo padre dieci anni prima. La morte dell'uomo era stata inizialmente liquidata come un incidente d'auto finché Hye-sung, allora una liceale, non aveva fornito una testimonianza cruciale in tribunale nonostante le minacce dell'assassino, e Soo-ha la sta cercando da allora. Lavorando con Soo-ha e Gwan-woo, Hye-sung rinuncia ai suoi sogni di gloria e denaro, e risolve numerosi casi con il loro aiuto.

## Personaggi
- Park Soo-ha, interpretato da Lee Jong-suk e Goo Seung-hyun (da giovane)
- Jang Hye-sung, interpretata da Lee Bo-young e Kim So-hyun (da giovane)
- Cha Gwan-woo, interpretato da Yoon Sang-hyun
- Seo Do-yeon, interpretata da Lee Da-hee e Jung Min-ah (da giovane)
- Min Joon-gook, interpretato da Jung Woong-in
L'assassino del padre di Soo-ha.
- Shin Sang-deok, interpretato da Yoon Joo-sang
Avvocato.
- Choi Yoo-chang, interpretato da Choi Sung-joon
Impiegato dell'ufficio legale.
- Kim Gong-sook, interpretato da Kim Kwang-kyu
Giudice.
- Go Sung-bin, interpretata da Kim Ga-eun
Compagna di classe di Soo-ha.
- Kim Choong-ki, interpretato da Park Doo-shik
Compagno di classe di Soo-ha.
- Eo Choon-shim, interpretata da Kim Hae-sook
Madre di Hye-sung.
- Hwang Dal-joong, interpretato da Kim Byeong-ok
Compagno di cella di Joon-gook.
- Seo Dae-seok, interpretato da Jung Dong-hwan
Giudice e padre di Do-yeon.
- Madre di Do-yeon, interpretata da Jang Hee-soo
- Park Joo-hyeok, interpretato da Jo Deok-hyeon
Padre di Soo-ha.
- Moon Dong-hee, interpretata da Kim Soo-yeon
Compagna di classe di Sung-bin che vorrebbe fare spettacolo.
- Prosecutore Jo, interpretato da Jang Hee-woong

## Ascolti
| Episodio | Data di trasmissione | Dati TNMS           | Dati TNMS                  | Dati AGB            | Dati AGB                   |
| Episodio | Data di trasmissione | A livello nazionale | Area metropolitana di Seul | A livello nazionale | Area metropolitana di Seul |
| -------- | -------------------- | ------------------- | -------------------------- | ------------------- | -------------------------- |
| 1        | 5 giugno 2013        | 7,8%                | 8,9%                       | 7,7%                | 9,0%                       |
| 2        | 6 giugno 2013        | 11,6%               | 13,6%                      | 12,7%               | 14,0%                      |
| 3        | 12 giugno 2013       | 14,0%               | 16,5%                      | 15,0%               | 16,5%                      |
| 4        | 13 giugno 2013       | 17,3%               | 20,1%                      | 16,1%               | 17,5%                      |
| 5        | 19 giugno 2013       | 16,6%               | 19,3%                      | 16,1%               | 17,7%                      |
| 6        | 20 giugno 2013       | 16,6%               | 19,9%                      | 17,8%               | 19,9%                      |
| 7        | 26 giugno 2013       | 15,1%               | 17,0%                      | 16,1%               | 18,4%                      |
| 8        | 27 giugno 2013       | 18,1%               | 20,7%                      | 16,4%               | 18,1%                      |
| 9        | 3 luglio 2013        | 17,3%               | 20,5%                      | 17,9%               | 19,4%                      |
| 10       | 4 luglio 2013        | 19,8%               | 23,2%                      | 19,7%               | 20,9%                      |
| 11       | 10 luglio 2013       | 22,2%               | 26,0%                      | 22,1%               | 24,6%                      |
| 12       | 11 luglio 2013       | 22,2%               | 25,8%                      | 22,8%               | 24,8%                      |
| 13       | 17 luglio 2013       | 22,6%               | 25,7%                      | 21,6%               | 23,7%                      |
| 14       | 18 luglio 2013       | 23,6%               | 27,9%                      | 23,1%               | 26,2%                      |
| 15       | 24 luglio 2013       | 24,2%               | 27,4%                      | 23,0%               | 24,8%                      |
| 16       | 25 luglio 2013       | 25,2%               | 28,1%                      | 24,1%               | 26,7%                      |
| 17       | 31 luglio 2013       | 23,7%               | 25,8%                      | 22,3%               | 24,7%                      |
| 18       | 1º agosto 2013       | 26,2%               | 29,0%                      | 23,1%               | 24,8%                      |
| Media    | Media                | 19,1%               | 22,0%                      | 18,8%               | 20,7%                      |

## Colonna sonora
1. Echo (에코) – Every Single Day
2. Why Did You Just Come Now? (왜 이제야 왔니?) – Jung Yeop
3. The Days We Were Happy (우리 사랑했던 날들) – Na-rae
4. Words You Can't Hear (너에겐 들리지 않는 그 말) – Shin Seung-hun
5. Dolphins (돌고래) – Every Single Day
6. In My Eyes (두 눈에. 두 볼에. 가슴에) – Kim Yeon-ji
7. Sweetly Lalala (달콤하게 랄랄라) – Melody Day
8. Echo (Acoustic Version) – Every Single Day
9. Echo Strings
10. Sea and Stars
11. Breaking Moment
12. Sus 4
13. Return
14. Don't Forget
15. Circus in Court Strings
16. Unhappy Misery
17. Echo Arp.

## Riconoscimenti
| Anno | Premio                                  | Categoria                                                | Ricevente                              | Risultato       |
| ---- | --------------------------------------- | -------------------------------------------------------- | -------------------------------------- | --------------- |
| 2013 | Mnet 20's Choice Awards                 | 20's Drama Star - uomo                                   | Lee Jong-suk                           | Candidato/a     |
| 2013 | Mnet 20's Choice Awards                 | 20's Drama Star - donna                                  | Lee Bo-young                           | Candidato/a     |
| 2013 | Korea Drama Awards                      | Miglior coppia                                           | Lee Jong-suk e Lee Bo-young            | Vincitore/trice |
| 2013 | Korea Drama Awards                      | Miglior nuova attrice                                    | Kim Ga-eun                             | Candidato/a     |
| 2013 | Korea Drama Awards                      | Premio all'eccellenza, attore                            | Lee Jong-suk                           | Vincitore/trice |
| 2013 | Korea Drama Awards                      | Premio all'eccellenza, attrice                           | Lee Da-hee                             | Candidato/a     |
| 2013 | Korea Drama Awards                      | Premio alla massima eccellenza, attore                   | Jung Woong-in                          | Vincitore/trice |
| 2013 | Korea Drama Awards                      | Miglior sceneggiatore                                    | Park Hye-ryun                          | Candidato/a     |
| 2013 | Korea Drama Awards                      | Miglior direttore di produzione                          | Jo Soo-won                             | Vincitore/trice |
| 2013 | Korea Drama Awards                      | Miglior drama                                            | Neo-ui moksoriga deullyeo              | Candidato/a     |
| 2013 | Korea Drama Awards                      | Gran premio (Daesang)                                    | Lee Bo-young                           | Vincitore/trice |
| 2013 | APAN Star Awards                        | Miglior coppia                                           | Lee Jong-suk e Lee Bo-young            | Vincitore/trice |
| 2013 | APAN Star Awards                        | Premio alla recitazione, attore                          | Jung Woong-in                          | Vincitore/trice |
| 2013 | APAN Star Awards                        | Premio all'eccellenza, attore                            | Lee Jong-suk                           | Vincitore/trice |
| 2013 | APAN Star Awards                        | Premio alla massima eccellenza, attrice                  | Lee Bo-young                           | Vincitore/trice |
| 2013 | Mnet Asian Music Awards                 | Miglior colonna sonora                                   | Why Did You Just Come Now? – Jung Yeop | Candidato/a     |
| 2013 | Korean Culture and Entertainment Awards | Premio alla massima eccellenza, attore in un drama       | Lee Jong-suk                           | Vincitore/trice |
| 2013 | Korean Culture and Entertainment Awards | Gran premio Hallyu                                       | Lee Jong-suk                           | Vincitore/trice |
| 2013 | SBS Drama Awards                        | Premio nuova stella                                      | Lee Da-hee                             | Vincitore/trice |
| 2013 | SBS Drama Awards                        | Top 10 Stars                                             | Lee Bo-young                           | Vincitore/trice |
| 2013 | SBS Drama Awards                        | Top 10 Stars                                             | Lee Jong-suk                           | Vincitore/trice |
| 2013 | SBS Drama Awards                        | Attore/Attrice dell'anno (selezionato dai registi)       | Lee Bo-young                           | Vincitore/trice |
| 2013 | SBS Drama Awards                        | Premio speciale, attore in una miniserie                 | Jung Woong-in                          | Vincitore/trice |
| 2013 | SBS Drama Awards                        | Premio speciale, attore in una miniserie                 | Kim Kwang-kyu                          | Candidato/a     |
| 2013 | SBS Drama Awards                        | Premio speciale, attrice in una miniserie                | Kim Hae-sook                           | Candidato/a     |
| 2013 | SBS Drama Awards                        | Premio all'eccellenza, attore in una miniserie           | Lee Jong-suk                           | Vincitore/trice |
| 2013 | SBS Drama Awards                        | Premio all'eccellenza, attore in una miniserie           | Yoon Sang-hyun                         | Candidato/a     |
| 2013 | SBS Drama Awards                        | Premio all'eccellenza, attrice in una miniserie          | Lee Da-hee                             | Candidato/a     |
| 2013 | SBS Drama Awards                        | Premio alla massima eccellenza, attrice in una miniserie | Lee Bo-young                           | Candidato/a     |
| 2013 | SBS Drama Awards                        | Gran premio (Daesang)                                    | Lee Bo-young                           | Vincitore/trice |
| 2014 | Baeksang Arts Awards                    | Attore più popolare (TV)                                 | Lee Jong-suk                           | Candidato/a     |
| 2014 | Baeksang Arts Awards                    | Attore più popolare (TV)                                 | Yoon Sang-hyun                         | Candidato/a     |
| 2014 | Baeksang Arts Awards                    | Attrice più popolare (TV)                                | Lee Bo-young                           | Candidato/a     |
| 2014 | Baeksang Arts Awards                    | Miglior attore (TV)                                      | Lee Jong-suk                           | Candidato/a     |
| 2014 | Baeksang Arts Awards                    | Miglior attrice (TV)                                     | Lee Bo-young                           | Vincitore/trice |
| 2014 | Baeksang Arts Awards                    | Miglior regia (TV)                                       | Jo Soo-won                             | Candidato/a     |
| 2014 | Baeksang Arts Awards                    | Miglior drama                                            | Neo-ui moksoriga deullyeo              | Candidato/a     |
| 2014 | Seoul International Drama Awards        | Miglior colonna sonora di un drama                       | Echo – Every Single Day                | Candidato/a     |
| 2014 | Seoul International Drama Awards        | Miglior colonna sonora di un drama                       | Why Did You Just Come Now? – Jung Yeop | Candidato/a     |
| 2014 | Seoul International Drama Awards        | Miglior drama coreano                                    | Neo-ui moksoriga deullyeo              | Candidato/a     |

## Distribuzioni internazionali
| Paese       | Canale/i                                      | Prima TV  | Titolo adottato                                      |
| ----------- | --------------------------------------------- | --------- | ---------------------------------------------------- |
| Taiwan      | GTV e ELTA TV                                 | 2013-2014 | 聽見你的聲音 (Sento la tua voce)                     |
| Hong Kong   | Entertainment Channel, No. 1 Channel e TVB J2 | 2013-2014 | 聽見你的聲音 (Sento la tua voce)                     |
| Cina        | Anhui TV                                      | 2015      | 守護愛情 (Guardiano dell'amore)                      |
| Canada      | All TV                                        | 2013      |                                                      |
| Canada      | Fairchild TV                                  | 2016      | 聽見你的聲音 (Sento la tua voce)                     |
| Filippine   | GMA Network                                   | 2014      | I Hear Your Voice (Sento la tua voce)                |
| Singapore   | ONE TV Asia                                   | 2013      | I Can Hear Your Voice (Riesco a sentire la tua voce) |
| Singapore   | Channel U                                     | 2014      | 聽見你的聲音 (Sento la tua voce)                     |
| Indonesia   | RCTI                                          | 2014      | I Can Hear Your Voice (Riesco a sentire la tua voce) |
| Malaysia    | 8TV                                           | 2015      |                                                      |
| Israele     | Viva Platina                                  |           | קולו של הלב (La voce del cuore)                      |
| Giappone    | WOWOW e KNTV                                  |           | 君の声が聞こえる (Riesco a sentire la tua voce)      |
| Thailandia  | Workpoint TV                                  | 2014      | กระซิบรัก จิตสัมผัส                                       |
| Vietnam     | HTV3                                          |           | Đôi tai ngoại cảm (Riesco a sentire la tua voce)     |
| Sri Lanka   | Sirasa TV                                     | 2015-2016 |                                                      |
| Ecuador     | Teleamazonas                                  | 2016      | La voz de tu amor (La voce del tuo amore)            |
| Stati Uniti | Pasiones                                      | 2016      | La voz de tu amor (La voce del tuo amore)            |
| Perù        | Panamericana Televisión                       | 2016      | La voz de tu amor (La voce del tuo amore)            |